# 駆け抜けろ1996
『駆け抜けろ1996』（かけぬけろ1996、原題：人不彪悍枉少年）は、中華人民共和国のストリーミングテレビドラマ。 2018年11月22日から12月28日までテンセントビデオで放映された。主演はホウ・ミンハオ（侯明昊）とワン・ペン（萬鵬）。

## あらすじ
1996年、高校3年の夏、人生の岐路に立つ18歳の男女を描いた甘くて悲しい青春ドラマ。

## 登場人物

### 主要人物
花彪 / ファー・ビャオ
演 - ホウ・ミンハオ
楊夕 / ヤン・シー
演 - ワン・ペン
黃澄澄 / ホァン・ダンダン
演 - ダイ・ルーワー
李漁 / リー・ユー
演 - ガーラ・チャン

## スタッフ
- 演出・監督：デン・クー（鄧科）
- 脚本：ホァン・ジエ